# Via Duomo (Verona)
Via Duomo è un'importante strada di Verona situata nella città antica dove, per tramite di due brevi tratti di strada denominati via Pietà Vecchia e via Abramo Massalongo, mette in collegamento piazza Santa Anastasia con piazza Duomo.
La strada, che ricalca il tratto finale del cardine secondo della Verona romana, conserva un aspetto moderno grazie agli edifici rinascimentali e barocchi che vi si affacciano.

## Descrizione
Nel primo tratto della strada si trovano alcuni portali di interesse: al civico 1, scolpito a candelabre, attribuito al celebre lapicida Matteo Panteo; altro portale rinascimentale, meno raffinato del precedente, al civico 6; al civico 8 un grandioso portale di un palazzo barocco; al civico 10 l'interessante portale di palazzo Montalti, con anche finestre e cornicioni scolpiti. Al civico 5 si trova il classicheggiante palazzo Turco, caratterizzato da una grande quadrifora in marmo posta al piano nobile, al centro della facciata.
All'incrocio con via Pigna si trova la chiesa di Santa Maria Consolatrice, oggi un luogo di culto per la comunità evangelica valdese, così chiamata in onore della sorella del vescovo Annone, Maria, che al ritorno dall'Istria, dove si era recata per recuperare le reliquie dei santi Fermo e Rustico, avrebbe liberato la città da una prolungata siccità. Proprio per questo, fino sul finire del Settecento, nei periodi si siccità era consuetudine portarvi in processione la "sacra spina" con la quale sarebbero stati martirizzati i due santi. La chiesa venne però soppressa e demaniata nel 1806 per via di un decreto napoleonico, e solo il 29 gennaio 1879 l'edificio venne acquistato dalla comunità valdese, che restaurò l'antico edificio.
Al civico 15 si trova palazzo Manuelli Guarenti, un edificio realizzato sul finire del Cinquecento, che si apre verso un ampio cortile porticato, cui si accede attraverso un atrio dipinto con grottesche e paesaggi attribuiti a Bernardino India. Poco oltre, al civico 18, si trova la cosiddetta Casa del Clero, un edificio di origini medievali, quando era abitato da Taddea da Carrara, moglie di Mastino II della Scala, che qui istituì la Casa degli Esposti, trasformato nel 1426 in Casa di Pietà e quindi utilizzato come brefotrofio fino al 1813. In quell'anno la casa venne acquistata da Giuseppe Zamboni, fisico inventore dell'elettromotore perpetuo e della pila elettrica a secco, che ristrutturò l'intero edificio.
La strada si conclude, all'intersezione con via Pietà Vecchia, con la semplice facciata della chiesetta di San Pietro in Archivolto, un edificio romanico rinnovato in stile gotico nel Trecento, completamente in cotto. Sulla fiancata si trova una nicchia contraddistinta da una statua raffigurante san Pietro seduto, posto sotto un archivolto che dà il nome all'edificio chiesastico.